# 君津共同発電所
君津共同発電所（きみつきょうどうはつでんしょ）は、千葉県君津市君津1にある君津共同火力の火力発電所。

## 概要
八幡製鐵（現、日本製鉄）と東京電力の共同出資により設立された君津共同火力株式会社が運営する火力発電所で1969年に1号機が運転開始、4号機までが建設された。燃料は日本製鉄君津製鉄所からの副生ガス（高炉ガス、コークス炉ガス）を主に使用し、電力を同製鉄所および東京電力へ供給している。
2004年にはコンバインドサイクル発電方式を採用した5号機が運転開始、さらに2012年6月には6号機が運転開始した。一方で1、2号機が老朽化のため廃止された。
5号機の発電効率は、副生ガス焚きの複合発電設備としては世界最高の47.5％を達成。日本機械学会賞および地球温暖化防止活動環境大臣賞を受賞している。

## 発電設備
- 総出力：115.29万kW（2016年現在）[3]

3号機
定格出力：35万kW
使用燃料：高炉ガス、コークス炉ガス、石炭
営業運転開始：1970年
ボイラ更新：2016年
4号機
定格出力：35万kW
使用燃料：高炉ガス、コークス炉ガス、石炭
営業運転開始：1971年
ボイラ更新：2019年
5号機
発電方式：1,300℃級コンバインドサイクル発電方式
定格出力：30万kW
　ガスタービン：26.8万kW × 1軸*
　蒸気タービン：11.9万kW × 1軸*
使用燃料：高炉ガス、コークス炉ガス
熱効率：47.5%（高位発熱量基準）
営業運転開始：2004年
* ガスタービン、蒸気タービンの合計出力38.7万kWの内、8.7万kWをガス圧縮機の動力源として使用。
6号機
発電方式：1,250℃級コンバインドサイクル発電方式
定格出力：15.29万kW
　ガスタービン：8.89万kW × 1軸
　蒸気タービン：6.4万kW × 1軸
使用燃料：高炉ガス、コークス炉ガス
営業運転開始：2012年6月26日

## 廃止された発電設備
1号機（廃止）
定格出力：12.5万kW
使用燃料：高炉ガス、コークス炉ガス
営業運転期間：1969年 - 2003年
2号機（廃止）
定格出力：12.5万kW
使用燃料：高炉ガス、コークス炉ガス
営業運転期間：1969年 - 2013年

## 沿革
- 1967年 - 1号機、2号機着工
- 1969年 - 1号機、2号機運転開始、3号機着工
- 1970年 - 3号機運転開始、4号機着工
- 1971年 - 4号機運転開始
- 2001年 - 5号機着工
- 2003年 - 1号機廃止、2号機用途変更
- 2004年 - 5号機運転開始
- 2010年 - 6号機着工
- 2012年6月26日 - 6号機運転開始
- 2013年 - 2号機廃止
- 2016年 - 3号機ボイラ更新
- 2019年 - 4号機ボイラ更新